# Уистлер, Джордж Вашингтон
Джордж Ва́шингтон Уистлер (англ. George Washington Whistler; 19 мая 1800, Форт-Уэйн, Индиана — 7 апреля 1849, Санкт-Петербург) — американский железнодорожный инженер; отец живописца Джеймса Уистлера.

## Биография
Родился в семье Джона Уистлера, офицера американской армии, коменданта Форт-Уэйна в тогдашней территории Индиана. Был назван в честь первого президента и верховного главнокомандующего армии США.
Окончил Военную академию США в Уэст-Пойнте в 1819 году, получив специальность военного топографа. После командировки в Англию для повышения квалификации, начал работать на строительстве железных дорог в штатах Огайо и Массачусетс. Владельцы компании «Шлюзы и каналы» в Лоуэлле, штат Массачусетс, в которой Уистлер строил железные дороги до перехода на русскую службу, учитывая опыт и знания специалиста, установили ему плату 3 тысячи долларов в год. Кроме того, компания предоставила его семье бесплатно комфортабельный дом в Лоуэлле, который сейчас является домом-музеем искусства Уистлера, в честь его сына.
В начале 1840-х годов возникла задача изыскания и строительства первой российской двухпутной дороги общего пользования. Император Николай I  решил использовать высокую инженерную квалификацию и обширный изыскательский опыт Уистлера, приобретённые им на строительстве американских железных дорог. К этому решению русского царя сподвиг Франц Антон фон Гестнер — строитель однопутной железной дороги общего пользования Санкт-Петербург-Павловск-Царское Село.
В 1842 году был приглашён Павлом Мельниковым в Россию по поручению императора Николая I для консультирования постройки Николаевской железной дороги. Оценив его услуги в 12 тысяч долларов в год, российское правительство перекупило специалиста. Несмотря на возражение его жены Анны, Джордж Уистлер решил принять предложение и перевез семью в Россию.

### Николаевская железная дорога
Уистлер приехал в Санкт-Петербург летом 1842 года и занялся строительством фортификационных сооружений, военно-морского арсенала и доков в Кронштадте; руководил эксплуатацией мостов через р. Нева; консультировал строительство моста через р. Северная Двина в Архангельске и стального моста через р. Нева. Вместе с Т. Д. Уинансом занимался вагоностроением.
Ему удалось добиться расположения императора — Уистлер славился своими манерами: манерой держать себя, умением точно и ёмко аргументировать свои предложения, а также прекрасным знанием языков и чувством юмора.
При строительстве дороги активно использовались американские методы и американское дорожно-строительное оборудование. Кроме того, инженер привёз с собой в Россию чертежи моста новейшей по тем временам системы американского изобретателя Уильяма Гау. Эта конструкция была использована в постройке деревянных Американских мостов через Обводный канал в Санкт-Петербурге.
Тщательно изучив трассу и природные условия на ней, и, вопреки имевшимся возражениям, в докладе графу Клейнмихелю, Уистлер настоял на прокладке колеи шириной 5 футов (1524 мм). Приведя тщательное обоснование своего предложения, Уистлер изложил в своём докладе требуемую ширину колеи и эпюру пути (число шпал на 1 километр пути). Эти параметры впоследствии стали едиными для всей ширококолейной железнодорожной сети Российской империи.
Проект дороги был закончен в 1843 году, а в 1844 году началось строительство. Ещё в 1842 году были основаны Северная дирекция строительства дороги (ею руководил П. П. Мельников), и Южная — (Н. О. Крафт).
Полное проектирование двухпутной дороги длиной 685 км (с полным техническим обеспечением, включающим в себя подвижной состав, ремонтные, эксплуатационные и станционные службы) было выполнено за семь лет. На дороге было возведено 272 больших сооружения и 184 моста, из которых два были спроектированы лично Уистлером.
Император Николай I высоко оценил труд американского инженера, и предложил ему поселиться в России. В 1847 году, за усердие на русской службе, он наградил специалиста орденом Святой Анны второй степени.
Пассажирское движение на магистрали было торжественно открыто 25 сентября 1850 года, а дорога была сдана в эксплуатацию 1 ноября 1851 года. Подвижной состав для дороги поставила американская фирма «Т. Винэнс, Д. Гаррисон и Иствик», но он собран был на российских заводах. При этом паровозы сразу строились двух типов — пассажирского и грузового.

### Другие проекты
Кроме железной дороги Уистлер занимался другими проектами:
- Кронштадт: Руководил также строительством фортификационных сооружений, Морского арсенала и доков.
- Санкт-Петербург: Приложил свой опыт и знания к проектированию моста из железных конструкций через Неву (Благовещенский мост, переименован в 1855 году в Николаевский, в 1918 году — в мост лейтенанта Шмидта, с 2007 — снова Благовещенский). Мост был открыт для движения уже после смерти Уистлера — 21 ноября (4 декабря) 1850 года.
- Конструировал металлическую крышу Михайловского манежа.
- Архангельск: занимался планом улучшения судоходства по реке Северная Двина в районе Архангельска.
- Уистлер был также одним из инициаторов оставшегося нереализованным проекта строительства Транссибирской железной дороги с участием американцев[5].

### Заболевание и смерть
В 1840-х годах в восточных и южных районах России свирепствовала эпидемия холеры. После того, как стало ясно, что она постепенно приближается к столице, Уистлер отправил свою семью на русском пароходе в Англию в город Гулль, куда она прибыла 12 июля 1847 года.
В 1848 году Уистлер взял на себя очень много работы, следствием чего стало переутомление и вынужденный отдых. Но с началом зимы он вернулся к работе. В начале ноября инженер заболел холерой, но к весне выздоровел. Болезнь не прошла бесследно и здоровье Уистлера было ослаблено, и 9 апреля 1849 года он умер от сердечного приступа.
Отпевание прошло в Англиканской (Епископальной) церкви Санкт-Петербурга. При поддержке императора тело Уистлера было перевезено на барже в Кронштадт, и оттуда на американском судне отправлено в Бостон. Тело инженера было помещено в церковь Святого Павла, и окончательное захоронение было совершено на кладбище Гринвуд в Бруклине (Нью-Йорк). Прах американского инженера, связавшего две российские столицы железной магистралью, покоится рядом с захоронением его первой жены Мэри.
Для продолжения работ из США был приглашён инженер, майор Томпсон Браун, который продолжил строительство дороги и довёл работы до конца.

## Семья
Мэри Робердью Свифт (англ. Mary Roberdeau Swift; ? — 1827) — первая жена
- Джордж Уильям (1822 — 1869) — сын, стал российским инженером-путейцем, жил и работал в России до своей смерти в 1869 году[118].
- Дебора Делайн Хейден (1825 — 1908) — дочь, вышла замуж за сэра Френсиса Хейдена, английского художника и мецената[9].
- Джозеф Свифт (1824-1840) — сын.

Анна Матильда Мак-Нейл (1801–1853) — вторая жена, сестра его друга Вильяма Гиббса Мак-Нейла (1801–1853)
- Джеймс Эббот Уистлер (англ. James Abbott McNeill Whistler; 1834—1903) — сын, обладавший художественными способностями, по предложению Николая I обучался в Петербургской Академии художеств за казённый счёт. Он стал величайшим художником своего времени.
- Уильям Мак-Нейл Уистлер (англ. William McNeill Whistler; 1836–1900)— сын, служивший полевым хирургом в армии конфедератов.
- Кирк Бутт (англ. Kirk Boott; 1838–1842) — сын. был назван в честь Кирка Бутта, американского промышленника.
- Чарльз Дональд Уистлер (англ. Charles Donald Whistler; 1841–1843) — сын.
- Джон Буттац Уистлер (англ. John Bouttatz Whistler; 1845–1846) — сын, был назван в честь друга Уистлера, российского архитектора Ивана Фёдоровича Буттаца[11]

### Имя
Уистлер по русской традиции был переименован. Русские обращались к нему «Егор Вистлер», что упоминается в некоторых документах, связанных с его пребыванием на русской службе. Эти документы хранятся в Российском государственном историческом архиве (Санкт-Петербург).

## Оценка деятельности современниками
«Перечень биографий Вест Пойнта»:

Он взял на себя тяжёлую задачу, большую даже, чем строительство наибольших египетских пирамид.— Американский генерал-майор Джордж В. Куллом, (оценка работы Уистлера в России)